# 伊那市立伊那小学校
伊那市立伊那小学校（いなしりつ いなしょうがっこう）は、長野県伊那市山寺にある公立小学校。

## 通学区域
- 御園、山寺、坂下、荒井（内の萱を除く）、西町（大坊を除く）、下小沢7組[1]

## 児童数
- 602名、26学級うち特別支援学級8学級（令和6年度）[2]

## 進学先中学校
- 伊那市立伊那中学校

## 書籍
- 共に学び共に生きる①　伊那小教育の軌跡編（2012）
- 共に学び共に生きる②　伊那小教師の物語編（2012）[3]